# Siedlung Römerstadt
Koordinaten: 50° 9′ N, 8° 38′ O
Die Römerstadt ist eine Siedlung der frühen Moderne in Frankfurt am Main, die im Rahmen des Projekts Neues Frankfurt am nördlichen Rand des Niddatals Ende der 1920er-Jahre entstand.

## Lage
Die Römerstadt befindet sich im Südwesten des Stadtteils Heddernheim rechts der Nidda. Sie wird nach Norden durch die Straße In der Römerstadt, nach Süden durch die Straßen An der Ringmauer, Hadrianstraße und Im Burgfeld begrenzt. Die Stadtautobahn Rosa-Luxemburg-Straße teilt mit einer Brücke seit den 1970er Jahren die Siedlung in einen Ost- und einen Westteil.

## Entstehungsgeschichte
Überreste einer römischen Siedlung wurden bei Ausgrabungen entdeckt, wurden aber nach Bestandsaufnahme der Funde überbaut und größtenteils zerstört. Die bedeutendsten Fundgegenstände finden sich größtenteils im Archäologischen Museum Frankfurt, im Heddernheimer Heimatmuseum im Neuen Schloss und der Sammlung Nassauischer Altertümer (SNA) des Wiesbadener Stadtmuseums. Der Name Römerstadt wurde gewählt, weil die Siedlung auf dem Gebiet der ehemaligen römischen Stadt Nida, dem Hauptort der Civitas Taunensium, errichtet wurde. Straßennamen weisen ebenfalls auf den römischen Kontext, meist Römische Kaiser, hin.
Als Teil der durch das seit 1925 unter der Leitung von Ernst May stehende Siedlungsamt geplanten Niddatalbebauung wurde längs der Talhänge der Nidda zwischen den alten Ortskernen Praunheim und Heddernheim in den Jahren 1927 und 1928 die Siedlung Römerstadt (Architekt Carl-Hermann Rudloff) mit zusammen 1.220 Wohneinheiten errichtet. Die Wohnungen waren mit der zu jener Zeit neuartigen Frankfurter Küche ausgestattet. Leberecht Migge und Max Bromme gestalteten die Gärten und Grünanlagen als Übergang von der Frankfurter Kernstadt zu den neuen Siedlungen in der Peripherie. Da sich das für die Errichtung der 581 Einfamilienhäuser und 602 Stockwerkswohnungen notwendige Wohnbauland nur zu etwa einem Drittel im städtischen Besitz befand, wurde das restliche Gelände zuvor aus Privatbesitz in einem Enteignungsverfahren für 2,60 bis 5,60 RM pro Quadratmeter erworben. Der Bezug der ersten Wohnungen begann im Sommer 1928, im Oktober 1928 waren 500 Wohnungen belegt, im Oktober 1929 war die Siedlung Römerstadt fertiggestellt. Straßennamen wie Am Forum und Mithrasstraße verweisen auf die Römer, ebenso die Straße Im Burgfeld, welche dem Verlauf der römischen Wehrmauer folgt.

### Architekturgeschichtliche Einordnung

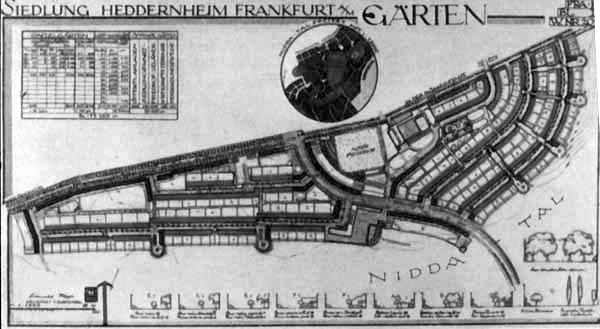
Lage- und Gartengestaltungsplan der Siedlung Frankfurt-Heddernheim, Ende 1920er Jahre, von Leberecht Migge

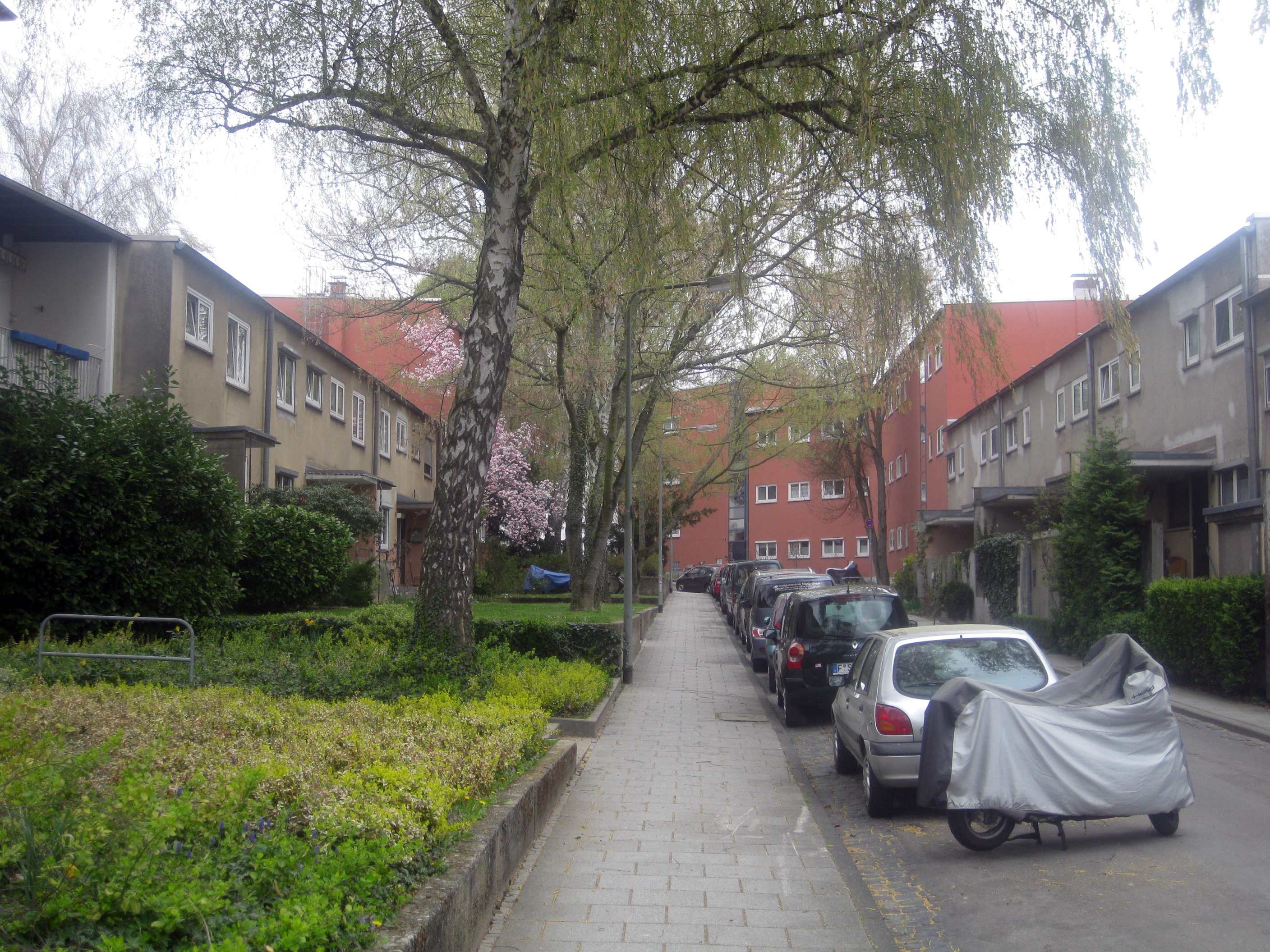
Mehrfamilienhäuser und Reihenhäuser in der Siedlung

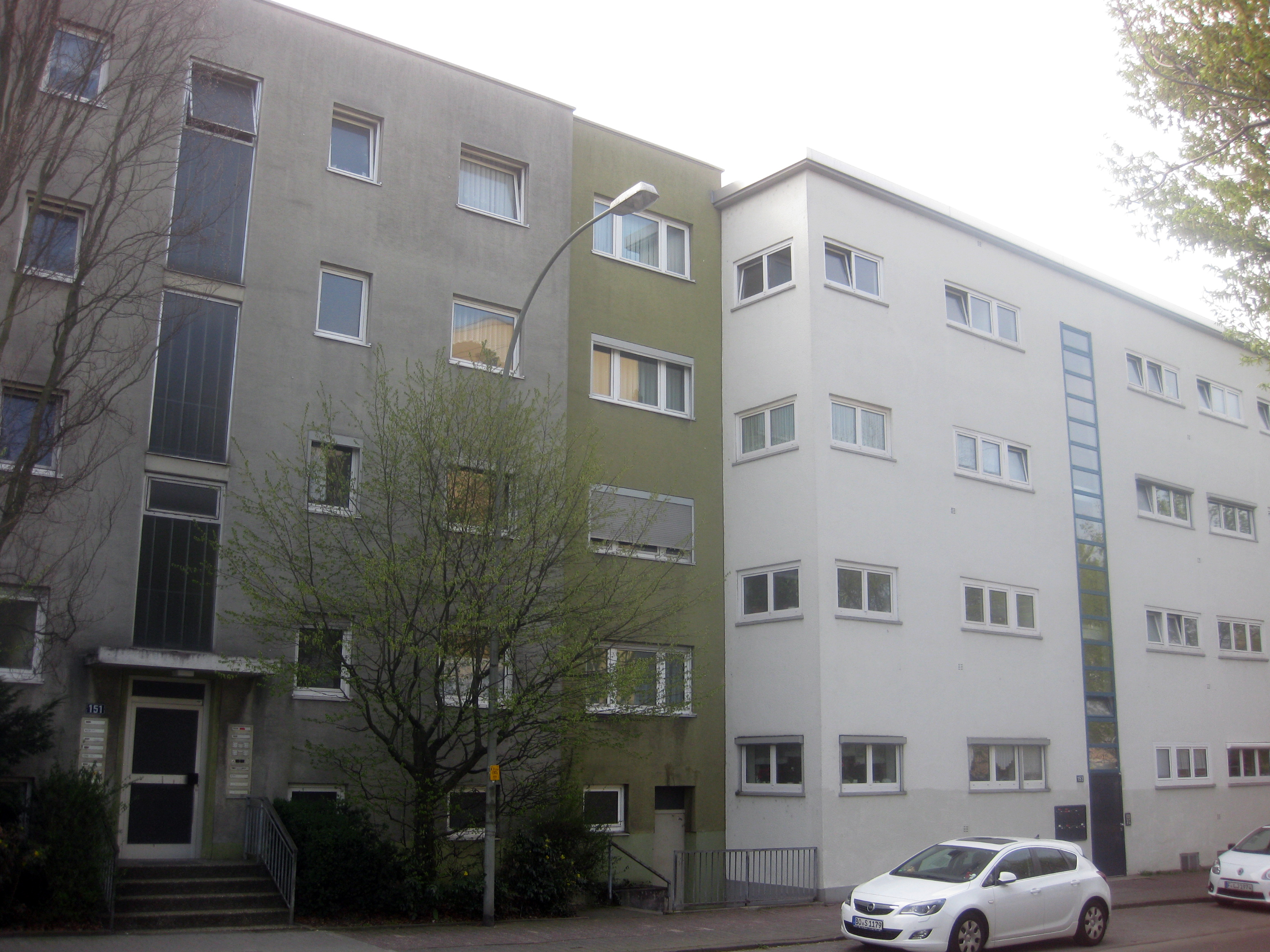
Links: Nachkriegs-Wohnungsbau, rechts: Bauten des Neuen Frankfurt

Städtebaulich wurde hier frühzeitig das Konzept der Trabantenstadt realisiert, einer Siedlung von begrenzter Größe im Umland der Großstadt. Hier sollten alle alltäglich benötigten Dienstleistungen, wie Schulen und Läden zur Verfügung stehen, während die zentralen Einrichtungen der Metropole, wie Hochschulen und Krankenhäuser durch gute Verkehrsanbindung erreichbar sein sollten. „Die Vorteile kleinstädtischen Lebens – naturnahes Wohnen, Intaktheit des Gemeinwesens - ...[sollten sich]... mit den wirtschaftlichen und kulturellen Vorteilen der Großstadt verbinden“.
Der Grundriss der Siedlung hat, auch bedingt durch die topografische Hanglage im Tal der Nidda, eine dynamische Form. Ihre Grenzen werden durch eine Mauer im Süden und eine 3–4-geschossige Randbebauung deutlich markiert.
Die einzelnen Häuser zeigen die Formensprache des „Internationalen Stils“ der Architektur dieses Jahrzehnts. Ihre Prinzipien sind Rationalismus und Funktionalität, damit die Ablehnung von Ornament und Dekoration. Flachdach, weißer Verputz, kubische Baumassen, Rechtwinkligkeit und Asymmetrie sind ihre Kennzeichen. Diese von May geforderte Rationalität bestimmte auch die Ausstattung der einzelnen Wohnungen. Zentralheizungen, Bäder, Vollelektrifizierung (siehe unten) waren damals noch nicht selbstverständlich im Siedlungsbau. Die etwa 7 m² große Frankfurter Küche war speziell für den Wohnungsbau im Neuen Frankfurt von Margarete Schütte-Lihotzky unter der Maßgabe einer Optimierung aller hauswirtschaftlichen Arbeitsabläufe entwickelt worden. Sie sollte die traditionelle Wohnküche ebenso ablösen, wie komplementär dazu das relativ große Wohnzimmer die herkömmliche, meist nur wenig genutzte „gute Stube“. So lag dem Konzept von Ernst May durchaus ein volkserzieherischer Ansatz zugrunde: „Mit der Römerstadt wurde den Bewohnern eine Umwelt vorgegeben, die von den öffentlichen Räumen, über Haus und Garten bis hin zum Mobiliar auf eine konkrete kulturelle Zielsetzung hin durchgestaltet war.“
Formal lässt die Römerstadt gewisse Ähnlichkeiten mit der Siedlung Dessau-Törten erkennen, die etwa zeitgleich nach Plänen von Walter Gropius errichtet wurde. Unterschiede bestehen hinsichtlich des Komforts, der in der Römerstadt wesentlich höher war.
Die Ernst-May-Gesellschaft hat ab 2006 ein Haus der Siedlung, das Ernst-May-Haus museal sowie einen dazugehörigen Mustergarten mit einer von Margarete Schütte-Lihotzky entworfenen Gartenlaube gärtnerisch weitgehend in den Ursprungszustand der 1920er-Jahre zurückversetzt.

### Finanzierung
Die Finanzierung des Bauvorhabens geschah zu einem großen Teil durch eine Kapitalaufstockung der Mietheim AG und mit Hilfe von Hauszinssteuermitteln, des Weiteren in nicht unerheblichem Maße durch in den Vereinigten Staaten aufgenommene hochverzinsliche Auslandshypotheken und durch die Indienstnahme der Mieter durch Baukostenzuschüsse in einer Höhe von etwa 4 bis 8 %. Dieses Zwangseintrittsgeld war bei Bezug der Wohnung in voller Höhe zu entrichten und der Wohnungsbaugesellschaft zinslos zu überlassen. Dieser Zuschuss wurde dann durch eine über 10 Jahre dauernde Mietreduzierung getilgt. Die Mieter konnten als positives Äquivalent für ihre finanzielle Indienstnahme das für einen Zeitraum von mindestens 10 bis 15 Jahren rechtlich verbürgte Wohnrecht und das damit einhergehende „Gefühl der sicheren Geborgenheit“ verbuchen, sofern sie ihren laufenden Verpflichtungen wie der Mietzahlung regelmäßig nachkamen.

### Belegung
Generell galten auch hier die für alle Neubausiedlungen verbindlichen Richtlinien, nach denen nur an solche Mieter vergeben wurde, die seit mindestens einem Jahr beim Städtischen Wohnungsamt als Suchende gemeldet waren oder beim Bezug einer Neubauwohnung dem Wohnungsamt eine selbständige Familienwohnung im Altbaubestand zur Verfügung stellten. Dies geschah bei etwa 35 % der Neumieter. Ab dem 1. Juli 1929 wurde die Wartefrist auf ein halbes Jahr gesenkt und um 1930 im Interesse der Belegungsquote völlig aufgegeben. Insofern ist es verständlich, dass sich in der Römerstadt mit dem relativ hohen Anteil von Einfamilienreihenhäusern und einer in den ersten Jahren keineswegs niedrigen Miete insbesondere Bürger aus der gehobenen Mittelschicht einmieteten.
Die Wohnungen wurden durch die vertraglich gegebene Möglichkeit von den Mietparteien über Generationen „vererbt“, so dass noch in den 1980er Jahren inzwischen bejahrte Erstbezieher der Römerstadt zu recht günstigen Mieten wohnten.

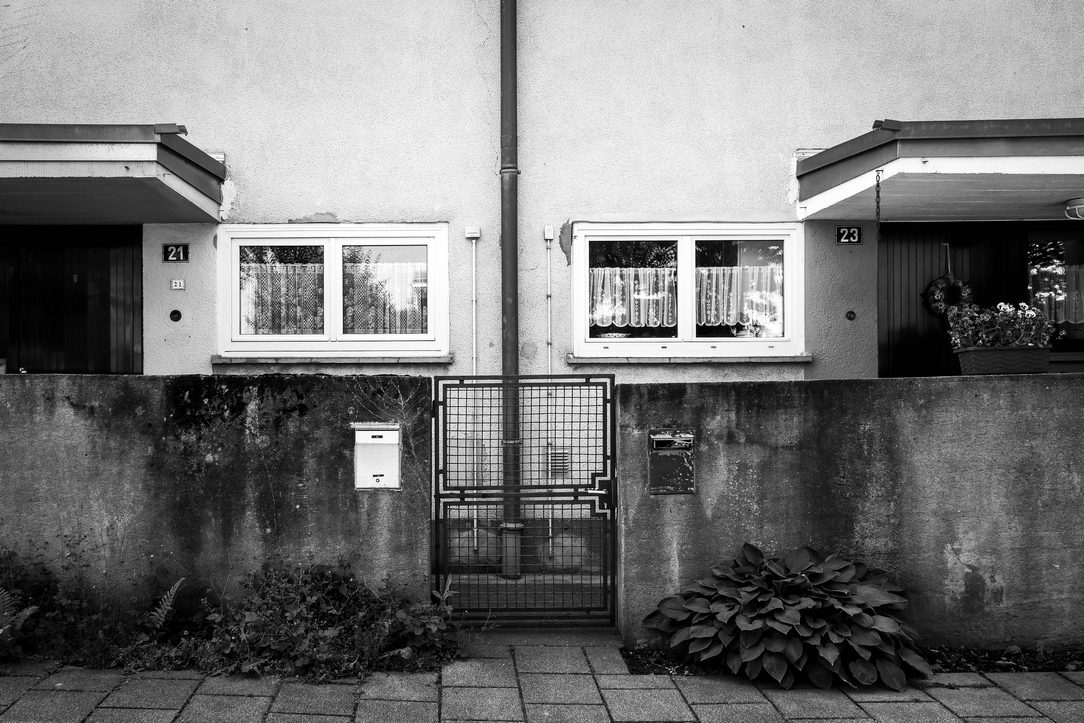
Typisches Reihenhaus in der Römerstadt: Durch die Modulbauweise entstanden viele gleichförmige Wohneinheiten.

### Zweiter Weltkrieg
Der Zweite Weltkrieg wirkte sich mit dem Tage des Kriegsbeginns für die Römerstadt unangenehm aus, weil man die 1929 nach langer Debatte eingerichtete Linie mit Omnibussen von Praunheim nach Heddernheim erst einmal kurzerhand einstellte, um sie zeitweise wieder in Betrieb zu nehmen. Die nächste Berührung mit dem Kriegsgeschehen erfolgte im Mai 1940, als britische Bomber der Royal Air Force, die vermutlich das VDM-Werk angreifen sollten, bei einem Bombenangriff mehrere Reihenwürfe auf die Römerstadt niedergehen ließen. Beschädigungen an Gebäuden gab es vor allem in der Hadrianstraße und der Straße Am Forum. Die Reparaturen, besonders der Fensterfronten, setzten bereits am nächsten Tage ein. 1944 war die Straße An der Ringmauer ein eher zufälliges Bombenziel. Hier wurden auch einige Häuser zerstört. Insgesamt überstand die Römerstadt den Krieg weit besser als andere Teile Frankfurts. Dies war allerdings Grund dafür, dass im April 1945 allen Mietern der Römerstadt durch US-Stellen befohlen wurde, ihre Wohnungen binnen zwei Stunden und nur mit kleinem Gepäck zu verlassen, Zuwiderhandlung werde als Plünderung geahndet. Die von ihren Bewohnern verlassene Römerstadt wurde nun Fremdarbeitern des stillgelegten VDM-Werks (Kupferwerk) für einige Wochen zur Verfügung gestellt. In die danach stark renovierungsbedürftigen Häuser und Wohnungen zogen nach Abschluss der von der Gartenstadt AG auszuführenden Arbeiten amerikanische Familien ein. Bis zur Währungsreform 1948 schützte ein hoher bewehrter Zaun die neuen Anwohner vor ungewolltem Zutritt. Erst Mitte der 1950er Jahre wurden die Wohnungen freigegeben und den ehemaligen Mietern eine Wiederaufnahme des Mietverhältnisses angeboten.

### Wohnungsbaugesellschaft
Träger der wohl wichtigsten Baumaßnahmen im Rahmen des Frankfurter Siedlungsbaues nach dem Ersten Weltkrieg war anfänglich nicht mehr die seit 1923 in städtischen Besitz übergegangene Aktienbaugesellschaft für Kleine Wohnungen. Diese war für die dennoch im Jahre 1926 begonnenen Siedlungen Bruchfeldstraße und insbesondere Ginnheimer Höhenblick mit seiner Aussichtslage über das Niddatal auf den Taunus, daher der Name Höhenblick, verantwortlich. Ungefähr zeitgleich begann am Bornheimer Hang der Bau der Siedlung Bornheimer Hang. Verantwortlich für die Siedlung Römerstadt war dagegen die in den Jahren 1923/24 ebenfalls zum großen Teil in den Besitz der Stadt gelangte Mietheim AG, ab Juli 1929 Gartenstadt AG. Ernst May wurde dabei neben seiner Tätigkeit als Hochbaudezernent zugleich technisches Vorstandsmitglied des Bauträgers, eine bis heute ausgesprochen ungewöhnliche Konstellation. Ernst May errichtete am Rande der Siedlung Höhenblick auch für sich eine Villa.
Noch vor 1933 wurde die Trennung der städtischen Wohnungsbaugesellschaften wieder aufgehoben und die Siedlung Römerstadt in das Eigentum der städtischen Aktienbaugesellschaft für kleine Wohnungen übergeführt.

### Interessengemeinschaft Römerstadt e.V.
Nach dem Vorbild des in der Nachbarsiedlung Praunheim schon im Juni 1927 gegründeten Siedlervereins als Zusammenschluss der Heimstätteninhaber zur Wahrung ihrer gemeinsamen Interessen schlossen sich die Mieter der Siedlung Römerstadt im Oktober 1928 zur Interessengemeinschaft Römerstadt e. V. zusammen. Die zentralen Themen der IG Römerstadt lagen immer dort, wo bei der Errichtung und Ausstattung der Siedlung gezielt Neuland betreten wurde und es dadurch vor allem zu Beginn der Siedlungsgeschichte zu besonders typischen Problemlagen kommt, also z. B. bei
- der Vollelektrifizierung der Siedlung,
- der Heizkostenberechnung bei zentraler Versorgung,
- der Verkehrsanbindung an den öffentlichen Nahverkehr,
- der durch das Auslandskapital verursachten Miethöhe.

Darüber hinaus engagiert sich die Interessengemeinschaft vor allem innerhalb der Siedlung Römerstadt im organisatorischen und siedlungskulturellen Bereich beispielsweise durch die vereinseigene Mieterzeitung „Die Römerstadt“ und das jährlich stattfindende Gartenfest oder die Organisation der Treppenhausreinigung.
Nach dem Zweiten Weltkrieg existierte die IG Römerstadt als nicht eingetragener Verein weiter und kümmerte sich vor allem um die siedlungsinternen Aspekte.

### Vollelektrifizierung
Die Römerstadt war die erste vollelektrifizierte Siedlung Deutschlands: Konkret bedeutete das für die einzelne Etagenwohnung oder das Mietreihenhaus, dass für das Kochen nur Kombi-Herde für Elektrizität mit eingliedertem Notherd für Briketts zur Verfügung standen und die Versorgung mit warmen Wasser über einen elektrisch betriebenen 80 l-Niederdruckspeicher erfolgte. Die Mietreihenhäuser verfügten über eine individuell mit Koks betriebene Zentralheizung. Eine Energieversorgung mit Gas bestand nicht. Die Entscheidung für ein solches Versorgungssystem wurde von der Wohnungsbaugesellschaft und den technischen städtischen Ämtern vor dem Hintergrund der zunehmenden Bedeutung des elektrischen Stroms für den Einzelhaushalt nach monatelangen Kochversuchen im Maschinenamt und eingehenden Berechnungen des städtischen Elektrizitätswerkes gefällt. Neben der fortschrittlich-technischen Argumentation für die Elektrifizierung gab es noch eine bautechnische Begründung: Wegen ihrer für die Zeit relativ geringen Größe und ihrem Material aus Holzwerkstoffen konnte die „Frankfurter Küche“ nur schwer den bei der Verwendung von Stadtgas entstehenden Wasserdampf aufnehmen. Feuchte und Schimmelbildung wären zu erwarten gewesen. Anzumerken ist, dass bei späteren Einbauküchen diese negative Nebenwirkung einfach in Kauf genommen wurde. Aufgrund der Größe der Siedlung konnte der Strom zu einem speziellen „Römerstadt-Tarif“ mit einer Tag/Nacht-Unterscheidung bezogen werden. Dies diente der wirtschaftlichen Entlastung der Mieter.

### Ernst-May-Haus

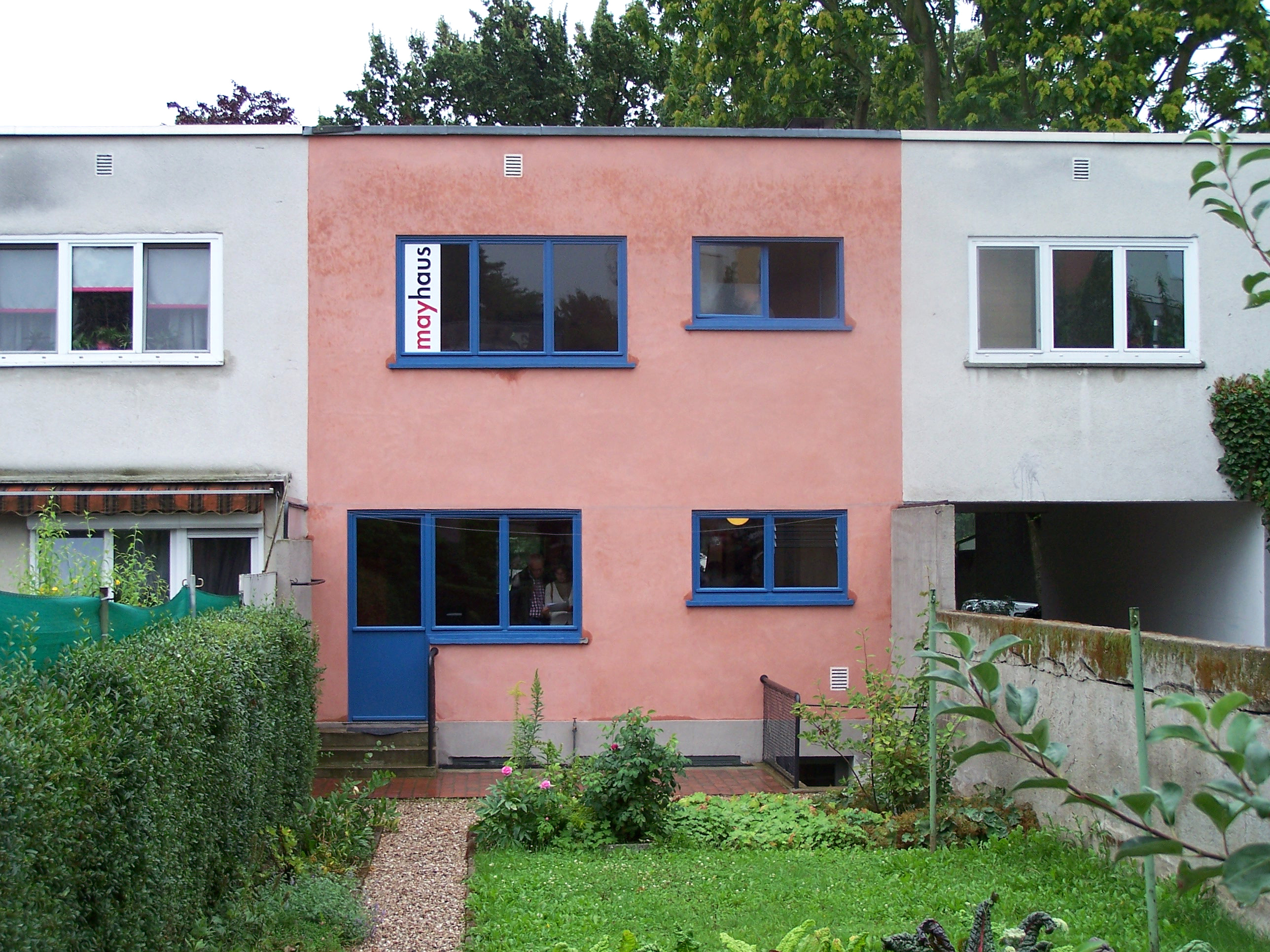
Gartenseite des Ernst-May-Hauses

In der Siedlung Römerstadt wurde ein unter der Leitung Mays entworfenes Reihenhaus als Ernst-May-Haus von dem Verein Ernst-May-Gesellschaft denkmalgerecht saniert und mit Objekten des Neuen Frankfurt in den Ursprungszustand versetzt. Es ist als Museum öffentlich zugänglich und veranschaulicht die Errungenschaften des Neuen Frankfurt.
Das Haus in der Straße Im Burgfeld mit der Hausnummer 136 wurde im Jahr 2010 fertiggestellt und der Öffentlichkeit vorgestellt. Am 15. August 2010 nahm das Ernst-May-Haus auch an der Veranstaltungsreihe 2010 der Route der Industriekultur Rhein-Main teil. Herausgestellt wurde dabei insbesondere die Frankfurter Küche und der Beitrag von Ernst May zum modernen Wohnungsbau unter Berücksichtigung sozialer Grundbedürfnisse der Bevölkerung.

## Verkehrsanbindung

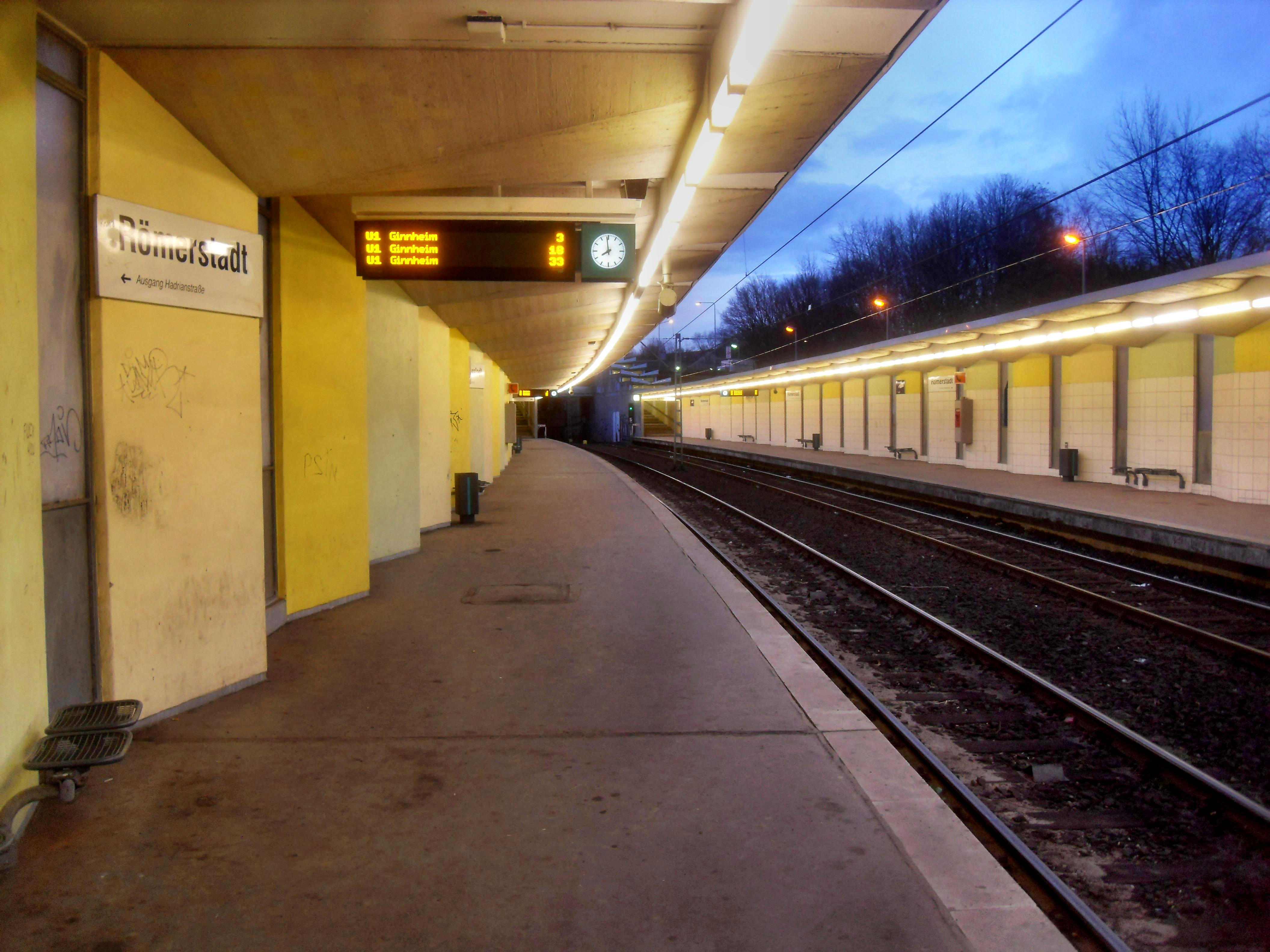
Bahnsteige des U-Bahnhofs Römerstadt

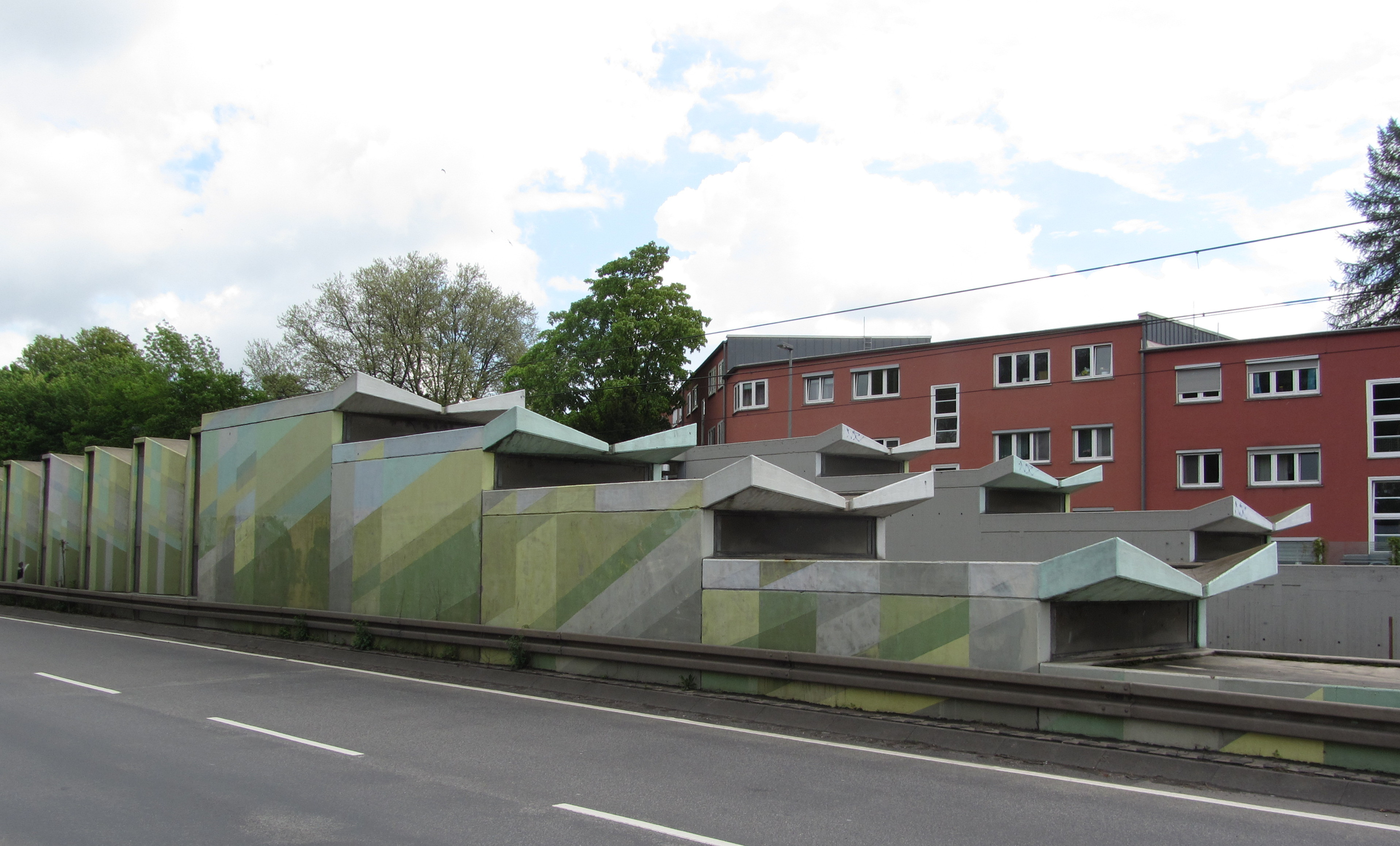
Abgang zum Ausgang Hadrianstraße, von der westlichen Seite der Rosa-Luxemburg-Straße aus gesehen

Das Problem einer Verkehrsverbindung der Siedlung  mit Praunheim und Heddernheim wurde schon beim ersten Beschluss über die Baumaßnahme im Dezember 1926 erkannt und darum von der städtischen Wohnungsbaugesellschaft deswegen Kritik an der Planung geübt. Sie bezog sich darauf, dass die geplante Siedlung Römerstadt etwa 15 Minuten von der nächsten Haltestelle der Frankfurter Straßenbahn in Heddernheim entfernt liegen werde. Seit 1932 wurde sogar eine öffentliche Debatte über die verkehrliche Anbindung der Siedlungen des Niddatalprojekts in der Monatsschrift Die Siedlung geführt.
Die Verkehrserschließung der Römerstadt erfolgte seit dem Winter 1928/29 durch die von der Endstation der Linie 18 „Praunheim -Brücke“ der Straßenbahn Frankfurt am Main durch Alt-Praunheim und ab der Straße Am alten Schloss am Nordrand der Römerstadt entlang in die Heddernheimer Kirchstrasse und nach „Heddernheim-Bahnhof“ führende Buslinie K mit einer beachtlichen dreiminütigen Frequenz in Stoßzeiten. Die seit 11. März 1940 mit der Nummer 60 bezeichnete Buslinie lag nach Kriegsbeginn im September 1939 einige Zeit still, auch im Winter 1942/43, wurde ab dem 15. Februar 1943 wieder befahren und ab dem 6. Januar 1944 bis zum  8. Januar 1945 – mit weiteren kriegsbedingten Unterbrechungen – als Oberleitungsbus betrieben. Nach dem Krieg begann sie wieder als Omnibuslinie am 1. September 1948; nach Reparatur der Oberleitungen waren vom 1. November 1948 bis 4. Oktober 1959 Oberleitungsbusse in Betrieb. Nach Abbau der Oberleitungen fahren bis heute wieder Omnibusse der Linie 60.
Im Jahre 1974 erhielt die Römerstadt im Rahmen der Verlängerung der Linie A1 (der heutigen Linie U1) vom Nordwestzentrum bis Ginnheim um zwei zusätzliche Stationen einen eigenen Anschluss an das Netz der U-Bahn Frankfurt. Die zur Fahrplanumstellung Winter 2010 eingeführte Linie U9 bedient diese Haltestelle ebenfalls.
| Linie | Verlauf | Takt                                       |
| ----- | --- | ------------------------------------------ |
| S1    | Südbahnhof – Schweizer Platz – Willy-Brandt-Platz – Hauptwache – Eschenheimer Tor – Grüneburgweg – Holzhausenstraße – Miquel-/Adickesallee – Dornbusch – Fritz-Tarnow-Straße – Hügelstraße – Lindenbaum – Weißer Stein – Heddernheim – Zeilweg – Heddernheimer Landstraße – Nordwestzentrum – Römerstadt – Ginnheim/Niddapark – Ginnheim Mitte | 10 min (werktags) 15 min (sonn-/feiertags) |
| S9    | Nieder-Eschbach – Bonames Mitte – Kalbach – Riedberg – Uni-Campus Riedberg – Niederursel – Wiesenau – Heddernheimer Landstraße – Nordwestzentrum – Römerstadt – Ginnheim/Niddapark – Ginnheim Mitte | 15 min (werktags) 30 min (sonn-/feiertags) |